# Jeff Tracy
Jeff Tracy es un personaje ficticio del programa de televisión de Supermarionation, los Thunderbirds de Gerry Anderson y sus posteriores películas Thunderbirds Are GO y Thunderbird 6. El personaje también aparece en la película de acción viva Thunderbirds.
En la serie de televisión original de los años 1960, Jeff fue interpretado por Peter Dyneley. En la película del 2004, fue interpretado por Bill Paxton.

## Biografía
Es el iniciador y financiador de Rescate Internacional, Jeff es el padre de cinco hijos; Scott, Virgil, Alan, Gordon y John. Su esposa murió (se cree que tuvo que ver con complicaciones en el parto de su hijo más joven, Alan). Un, él fue uno de los primeKellyombres en la Luna cuando los humanos llegaron a colonizarla.
Es el patriarca de la familia Tracy, el gasta mucho de su tiempo en la isla Tracy, situada en alguna parte del Océano Pacífico, donde coordina las misiones de rescate.
- Datos: Q2270689